# Лудвиг I фон Анхалт-Кьотен
Лудвиг I фон Анхалт-Кьотен (на немски: Ludwig I., Fürst von Anhalt-Köthen, * 17 юни 1579 в Десау, † 7 януари 1650 в Кьотен) от династията Аскани е княз на Анхалт-Кьотен от 1606 до 1650 г. и основател на литературното „Плодоносно общество“ („Fruchtbringende Gesellschaft“), първото немско езиково общество. 
Лудвиг I е петият син на княз Йоахим Ернст фон Анхалт (1536 – 1586) и неговата втора съпруга Елеонора фон Вюртемберг (1552 – 1618), дъщеря на херцог Христоф фон Вюртемберг. След смъртта на баща му през 1586 г. Лудвиг расте при неговия полубрат и опекун княз Йохан Георг I от Анхалт-Десау в неговия двор в Десау. Той пътува на 17 години из Европа от 1596 до 1597 г. По време на дългия му престой във Флоренция той е приет чрез италианския си учител Бастиано де' Роси като първи немски член в Accademia della Crusca и има там името L'Acceso.
След наследствената подялба през 1606 г. той поема управлението на Анхалт-Кьотен. На 31 октомври 1606 г. той се жени за Амоена Амалия фон Бентхайм-Текленбург (1586 – 1625), дъщеря на граф Арнолд IV фон Бентхайм и Магдалена фон Нойенар-Алпен. С нея той има един син, принц Лудвиг Млади, който умира рано.
Княз Лудвиг I е съосновател на 24 август 1617 г. на литературното общество Fruchtbringenden Gesellschaft и е неговият първи ръководител. Така Кьотен през 1617 г. става седалище на обществото. В книгата на обществото той е нр. 2, веднага след инициатора на обществото, хофмаршал Каспар фон Тойтлебен.
На 8 септември 1625 г. умира Амоена Амалия на 39 години. Княз Лудвиг се жени на 12 септември 1626 г. за София, дъщеря на граф Симон VI цур Липе. С нея той има един син, княз Вилхелм Лудвиг.
Княз Лудвиг I умира на 7 януари 1650 г. на 70 години в Кьотен, където е погребан в княжеската гробница в църквата Св. Якоб. Той е последван от втория му син Вилхелм Лудвиг.

## Деца
- Първи брак: Княз Лудвиг се жени през 1606 г. за графиня Амоена Амалия фон Бентхайм-Текленбург и Щайнфурт (1586 – 1625), дъщеря на граф Арнолд IV фон Бентхайм-Текленбург и Магдалена фон Нойенар-Алпен. Те имат две деца: [2]
  - Лудвиг Млади (1607 – 1624), наследствен принц на Анхалт-Кьотен
  - Луиза Амоена (1609 – 1625)

- Втори брак: Лудвиг се жени през 1626 г. за графиня София фон Липе (1599 – 1654), дъщеря на граф Симон VI цур Липе и Елизабет фон Холщайн-Шаумбург, дъщеря на граф Ото IV фон Холщайн-Шаумбург.
  - Амалия Луиза (1634 – 1635)
  - Вилхелм Лудвиг (1638 – 1665), ∞ 1663 г. принцеса Елизабет Шарлота фон Анхалт-Харцгероде (1647 – 1723)

## Призведения
- Johannis Baptistae Gelli … Anmutige Gespräch Capricci del Bottaio genandt. Köthen 1619
- Johannis Baptistae Gelli … Anmütige Gespräche La Circe genandt. Köthen 1620
- Kurtzer Bericht Von der Fruchtbringenden Gesellschafft Vorhaben, auch dero Nahmen, Gemählde und Wörter, in Reimen verfast, 1628. Digitalisat, Deutsches Textarchiv
- Jean du Bec-Crespin: Denckwürdige Geschichte des grossen Tamerlanis. Köthen 1639
- Francisci Petrarca … Sechs Triumphi oder Siegesprachten. Köthen 1643
- Werke, Bd. 1, hrsg. von Klaus Conermann. Niemeyer, Tübingen 1992, ISBN 3-484-17603-2